# Anticorpo humanizado
Os anticorpos humanizados são anticorpos procedentes de espécies não humanas cujas sequências proteicas foram modificadas para aumentar a sua semelhança com os anticorpos produzidos naturalmente pelos humanos. O processo de "humanização" é feito geralmente sobre anticorpos monoclonais desenvolvidos para a sua administração em humanos (por exemplo, os anticorpos desenvolvidos como fármacos anti-cancerígenas). A humanização pode ser necessária quando o processo de desenvolvimento de um anticorpo específico implica a sua geração num sistema imunitário não humano, como por exemplo o do rato. As sequências proteicas dos anticorpos produzidos desta forma são parcialmente distintas das dos anticorpos homólogos que os humanos produziriam de forma natural, e, portanto, são potencialmente imunogénicos quando se administram a pacientes humanos (ver também anticorpo anti-rato humano). A Denominação Comum Internacional dos anticorpos humanizados acaba em -zumab; por exemplo, omalizumab.
Os anticorpos humanizados são diferentes dos anticorpos quiméricos. Nestes últimos também se fez com que as suas sequências proteicas fossem mais parecidas com as dos anticorpos humanos, mas levam um fragmento mais longo de proteína não humana.

## Uso de ADN recombinante no processo de humanização
O processo de humanização aproveita o facto de que a produção de anticorpos monoclonais pode realizar-se utilizando ADN recombinante para criar constructos que possam expressar-se em cultivos celulares de mamíferos. Ou seja, os segmentos genéticos que podem produzir anticorpos são isolados e clonados em células que podem ser cultivadas num tanque de forma a que os anticorpos produzidos a partir do ADN dos genes clonados possam ser recolhidos em massa. O passo em que o DNA recombinante intervém pressupõe um possível ponto de intervenção que pode ser facilmente aproveitado para alterar a sequência da proteína do anticorpo expressado. Todas as alterações na estrutura do anticorpo que se conseguem no processo de humanização efectuam-se por meio de técnicas que actuam ao nível do ADN. Nem todos os métodos para obter anticorpos pensados para usá-los na terapia humana requerem este processo de humanização (por exemplo, na técnica do phage display não) mas essencialmente todos dependem de técnicas que permitam a "inserção" ou "eliminação" de porções da molécula de anticorpo.